# WebSocket
WebSocket — це протокол, що призначений для обміну інформацією між браузером та вебсервером в режимі реального часу. Він забезпечує двонаправлений повнодуплексний канал зв'язку через один TCP-сокет. WebSocket спроектовано для втілення у веббраузерах та вебсерверах, але може також використовуватись будь-яким клієнт-серверним застосунком. Прикладний програмний інтерфейс WebSocket був стандартизований W3C, крім того протокол WebSocket стандартизований IETF як RFC 6455.
У вебзастосунках доцільно використовувати протокол за необхідності відображення інформації в real-time. Альтернативна технологія — Server-sent events.

## Встановлення з'єднання
Щоб встановити WebSocket-з'єднання, клієнт надсилає handshake-запит — так званий запит на встановлення довіри, своєрідне, «цифрове рукостискання». Клієнт також надсилає свій відкритий ключ Sec-WebSocket-Key для шифрування повідомлень для нього. Відкритий ключ в секції параметрів HTTP-запиту кодується в форматі base64.
```
 GET /ws HTTP/1.1
 Host: pmx
 Upgrade: websocket
 Connection: Upgrade
 Sec-WebSocket-Version: 6
 Sec-WebSocket-Origin: http://pmx
 Sec-WebSocket-Extensions: deflate-stream
 Sec-WebSocket-Key: x3JJHMbDL1EzLkh9GBhXDw==

```

В разі встановлення з'єднання, сервер надсилає клієнтові відповідь. Де сервер, через правильне заповнення параметра Sec-WebSocket-Accept надає підтвердження, що він дійсно може встановлювати WebSocket-з'єднання. Алгоритм формування: до значення Sec-WebSocket-Key у вигляді як його отримав сервер, додається стрічка 258EAFA5-E914-47DA-95CA-C5AB0DC85B11; для отриманої стрічки розраховують SHA1-хеш, який кодується в форматі base64. На приклад:
```
 HTTP/1.1 101 Switching Protocols
 Upgrade: websocket
 Connection: Upgrade
 Sec-WebSocket-Accept: HSmrc0sMlYUkAGmm5OPpG2HaGWk=

```

## URL-схеми
Специфікація протоколу WebSocket визначає дві нові схеми URI, ws: та wss:, для нешифрованого та шифрованого з'єднання відповідно. Поза іменем схеми, решта складових URI визначена загальним синтаксисом URI.

## Реалізація WebSocket у браузерах
Для встановлення з'єднання клієнтський скрипт створює об'єкт WebSocket, в конструктор якого передає параметр WebSocket URI, і визначає функції зворотного виклику при з'єднанні, отриманні повідомлення і розриві з'єднання.
```
<
html
>

    
<
head
>

        
<
script
>

            
const
 
webSocket
 
=
 
new
 
WebSocket
(
'ws://localhost/echo'
);

            
webSocket
.
onopen
 
=
 
event
 
=>
 
{

                
alert
(
'onopen'
);

                
webSocket
.
send
(
"Hello Web Socket!"
);

            
};

            
webSocket
.
onmessage
 
=
 
event
 
=>
 
{

                
alert
(
'onmessage, '
 
+
 
event
.
data
);

                
webSocket
.
close
();

            
};

            
webSocket
.
onclose
 
=
 
event
 
=>
 
{

                
alert
(
'onclose'
);

            
};

        
</
script
>

    
</
head
>

    
<
body
>

    
</
body
>

</
html
>

```

WebSocket підтримують такі браузери:
- Google Chrome (починаючи з версії 4.0.249.0);
- Apple Safari (починаючи з версії 5.0.7533.16);
- Mozilla Firefox (починаючи з версії 4);
- Opera (починаючи з версії 10.70 9067);

Також WebSocket підтримують
- мобільна версія Safari в iOS 4.2[4]
- BlackBerry Browser в OS7[5]

У кінці листопада 2010 Adam Barth опублікував результати дослідження надійності протоколу, де було з'ясовано, що у випадку використання прозорих проксі-серверів можлива підміна кешу передаваних даних з тим, що користувачі замість реальних даних отримуватимуть версію даних від зловмисника. Проблема виявилася досить серйозною для того, щоб розробники Firefox та Opera оголосили, що в майбутніх версіях їхніх браузерів підтримка вебсокетів буде за умовчанням відключена аж до усунення проблеми небезпеки цього протоколу (хоча залишилася можливість їх включити).
Нова версія -07 протоколу WebSocket, яка виправляє помилку протоколу, реалізована і включена по замовченню в Firefox 6 та у Chrome 14.
Також існує командна опція для Google Chrome (--enable-websocket-over-spdy) що дозволяє ранню експериментальну реалізацію WebSocket через SPDY.

## Виноски
1. ↑  RFC 6455
2. ↑  IANA Uniform Resource Identifer (URI) Schemes. Iana.org. 14 листопада 2011. Архів оригіналу за 24 серпня 2010. Процитовано 10 грудня 2011.
3. ↑  draft-hixie-thewebsocketprotocol-76 - The WebSocket protocol. Tools.ietf.org. Архів оригіналу за 17 липня 2013. Процитовано 10 грудня 2011.
4. ↑  Katie Marsal (23 листопада 2010). Apple adds accelerometer, WebSockets support to Safari in iOS 4.2. AppleInsider.com. Архів оригіналу за 17 липня 2013. Процитовано 9 травня 2011.
5. ↑  Web Sockets API. RIM. Архів оригіналу за 17 липня 2013. Процитовано 8 липня 2011.
6. ↑  Архівована копія (PDF). Архів (PDF) оригіналу за 14 грудня 2010. Процитовано 14 грудня 2010.{{cite web}}:  Обслуговування CS1: Сторінки з текстом «archived copy» як значення параметру title (посилання)
7. ↑  В Firefox 4 и Opera 11 будет заблокирована поддержка протокола WebSockets. Архів оригіналу за 11 січня 2011. Процитовано 25 грудня 2011.
8. ↑  Chris Heilmann (8 грудня 2010). WebSocket disabled in Firefox 4. Hacks.Mozilla.org. Архів оригіналу за 17 липня 2013. Процитовано 9 травня 2011.
9. ↑  Aleksander Aas (10 грудня 2010). Regarding WebSocket. My Opera Blog. Архів оригіналу за 17 липня 2013. Процитовано 9 травня 2011.
10. ↑  Dirkjan Ochtman (27 травня 2011). WebSocket enabled in Firefox 6. Mozilla.org. Архів оригіналу за 26 травня 2012. Процитовано 30 червня 2011.
11. ↑  Chromium Web Platform Status. Архів оригіналу за 17 липня 2013. Процитовано 3 серпня 2011.
12. ↑  List of Chromium Command Line Switches. Peter.sh. Архів оригіналу за 17 липня 2013. Процитовано 10 грудня 2011.